# NGC 2518
NGC 2518 est une galaxie lenticulaire située dans la constellation du Lynx. NGC 2518 a été découverte par l'astronome germano-britannique J. Gerhard Lohse en 1886.

## Caractéristiques
Sa vitesse par rapport au fond diffus cosmologique est de 5 381 ± 9 km/s, ce qui correspond à une distance de Hubble de 79,4 ± 5,6 Mpc (∼259 millions d'al).
À ce jour, une mesure non basée sur le décalage vers le rouge (redshift) donne une distance d'environ 80,000 Mpc (∼261 millions d'al). Cette valeur est à l'intérieur des valeurs de la distance de Hubble.